# Kannon (groupe)
Pour les articles homonymes, voir Kannon.
Kannon est un groupe espagnol de rock, originaire de Vigo, en Galice.  Le groupe a été actif de 1997 à 2006, pour revenir trois ans plus tard, en 2009, jusqu'en 2010. 
Dans ses premières années, le quintette jouait généralement du rap metal et nu metal, mais pour son dernier album, Destino, le groupe acquiert un son plus proche du rock. En 2018, le journal espagnol La Vanguardia a publié un article dans lequel il affirme que Kannon est considéré comme l'un des meilleurs groupes espagnols de rock metal.

## Histoire

### Première période
Le groupe est formé en septembre 1997 à Vigo. Après les changements de line-up typiques qui se produisent habituellement dans les groupes nouvellement formés, le premier line-up officiel est formé par : Vicente, au chant ; Juan et David, aux guitares ; Uka, à la basse ; et Ouzo, à la batterie. Leur façon particulière de fusionner les musiques, a priori éloignées, comme le rap et le heavy metal le plus dur, leur permet d'atteindre un style original qui plaît à tout public. Peu après, Kannon change de lieu de répétition et se rend dans un des studios d'enregistrement de Vigo. C'est là qu'ils rencontrent le producteur Pablo Iglesias, qui leur donne l'occasion d'enregistrer une démo. 
En 1999, deux titres de Kannon apparaissent dans une compilation de groupes locaux intitulée Intoxicación. Il s'agit de No pases de la raya et Ruido. En 2000, ils sortent, par l'intermédiaire du label Zero Records, leur premier album : De nuevo nunca,. Il est très bien accueilli au niveau national et, grâce aux votes de leurs fans, la chanson Ruido (qui est réenregistrée pour cet album) est élue « meilleure chanson rock de l'année » par la chaîne de radio Radio 3,. Lors de la sortie de leur premier album, les membres du combo avaient environ 20 ans. 
Deux ans plus tard, en 2002, ils sortent leur deuxième album, Imagina,. L'album est un succès, et la chanson Arde est utilisée dans une publicité pour la boisson gazeuse Fanta en août 2003. Ils participent à des festivals nationaux, le premier Metro Rock à Madrid étant un moment fort. Après l'enregistrement de Imagina, Juan quitte le groupe et est remplacé par Anxo Bautista, qui a joué avec Killer Barbies. Encore deux ans plus tard, en 2004, ils sortent ce qui sera finalement leur dernier album chez Zero Records, Intro, de nouveau produit par Iglesias. 2004 semble être leur année, grâce à des chansons comme Mi barrio ou La llave, qu'ils utilisent pour ouvrir leurs concerts. Si, au début, le mélange entre rap et metal semblait être leur signe, ils se tournent progressivement vers un style beaucoup plus proche du rock. Cet album marque le début du changement, Vicente commençant à utiliser des registres beaucoup plus mélodiques.
En 2005, Kannon quitte Zero Records et, après quelques mois sans label, ils signent avec Inferno Records, le label créé la même année par Pablo Iglesias. D'autres groupes, comme Virgen et Liquid Sun, font également partie du label. L'année suivante sort leur quatrième et dernier album studio, Destino. Dans cet album, le changement vers une tendance plus rock est total. En septembre 2006, le groupe laisse une déclaration sur son site web, annonçant sa séparation.

### Deuxième période
Vers novembre 2009, le groupe publie un communiqué sur son site web, annonçant son retour pour enregistrer son cinquième album, qui devait sortir le 15 mars 2010, intitulé Cinco lágrimas para la quinta esencia et annonçant un nouveau line-up. Ce nouveau line-up incluait des musiciens de CeoDei, le projet parallèle de Vicente « Cody MC », tels que Martiño, Gerard et Eloy, ainsi que Sandra à la guitare. Ce line-up sort chez Maldito Records Más que antes, un best-of fait par les fans et le groupe lui-même, qui inclut également 3 titres inédits. Peu après, Martiño et Gerard quittent le groupe et sont remplacés par Rubén et Gonzalo. Après quelques concerts, le dernier ajout au groupe est Adrián, à la guitare, qui remplace Rubén. Après quelques concerts supplémentaires, le groupe cesse à nouveau son activité, cette fois sans annonce officielle, et sans avoir sorti l'album prévu pour mars 2010.
Le 3 février 2018, le décès de Vicente « Cody MC » Folgar, chanteur de Kannon, âgé de 39 ans, est annoncé,. Sa dernière activité musicale était une participation au morceau de rap Bodas de plata de son ami et partenaire Esmash, auquel Gerardo « Gerard » Pérez (ex-bassiste de Kannon et CeoDei) a également participé. Cette même année 2018, le collectif Barrio Sound sort un morceau hommage à Vicente intitulé Valhalla, qui est chanté par plusieurs rappeurs et on peut même entendre la voix de Cody MC lui-même à la fin du morceau.

## Membres

### Derniers membres
- Vicente « Cody MC » Folgar — chant (décédé le 3 février 2018)
- Adrián « Viyu » Rosende — guitare
- Sandra « San » Gallego — guitare
- Gonzalo « Skywalker » Hernández — basse
- Eloy Machado — batterie

### Autres membres
- Juan López — guitare, chœurs (1997-2002)
- Anxo Bautista — guitare (2002-2006)
- David Álvarez — guitare, chœurs (1997-2006)
- Óscar « Uka » Durán — basse (1997-2006)
- Daniel « hbt. Ouzo » de Castro — batterie (1997-2006)
- Gerardo « Gerard » Pérez — basse (2009-2010)
- Martiño Toro — guitare (2009)
- Rubén Carrera — guitare (2010)

## Discographie
- 2000 : De nuevo nunca
- 2002 : Imagina
- 2004 : Intro
- 2006 : Destino
- 2010 : Más que antes (compilation)